# Associació Llatinoamericana d'Integració
L'Associació Llatinoamericana d'Integració o ALADI (castellà: Asociación Latinoamericana de Integración, portuguès: Associação Latino-Americana de Integração) és un organisme internacional integrat per 14 països d'Amèrica Llatina, amb seu a Montevideo, Uruguai. És un bloc econòmic internacional llatinoamericà. Qualsevol país de la regió pot demanar admissió.
Va ser fundada el 12 d'agost de 1980 pel Tractat de Montevideo. És la successora de l'ALALE, és a dir, de l'Associació Llatinoamericana de Lliure Comerç.

## Estructura
Segons el tractat fundacional, l'estructura està conformada pels següents organismes:
- Consell de Ministres d'Afers Exteriors: organisme suprem i instància de conducció política superior integrada pels Ministres de Relacions Exteriors dels països integrants. És convocat pel Comitè de Representants.
- Conferència d'Avaluació i Convergència: Té com a funció avaluar el procés d'integració, promoure el procés de negociació entre els països associats i recomanar al Consell mesures multilaterals. Es reuneix cada 3 anys o quan cal pel Comitè.
- Comitè de Representants: és l'organisme polític permanent i fòrum de negociacions entre els països integrants i tercers. Entre les seves funcions estan la de prendre les mesures i accions necessàries per a l'execució del Tractat, arbitrar entre els països membres i crear organismes auxiliars (14 en total a la data). Es reuneix cada 15 dies.
- Secretaria General: és l'organisme tècnic de l'ALADI. El seu Secretari General és designat pel Consell. Té la seu a Montevideo, Uruguai.

Totes les decisions del Consell, Conferència i Comitè s'adopten per majoria de dos terços dels països membres.

## Estats membres
L'ALADI està composta per 13 països de la regió. El darrer país en formar part del bloc és Panamà (2011).
| Bandera   | Estats membres                     | Data d'ingrés | Població         | Superfície terrestre | Capital/s        |
| --------- | ---------------------------------- | ------------- | ---------------- | -------------------- | ---------------- |
| Argentina | República Argentina                | Fundador      | 40.117.096 hab.  | 2.780.400 km²        | Buenos Aires     |
| Bolivia   | Estat Plurinacional de Bolívia     | Fundador      | 10.426.160 hab.  | 1.098.581 km²        | Sucre i La Paz   |
| Brasil    | República Federativa del Brasil    | Fundador      | 190.732.694 hab. | 8.514.877 km²        | Brasília         |
| Colòmbia  | República de Colòmbia              | Fundador      | 45.656.937 hab.  | 1.141.748 km²        | Bogotà           |
| Cuba      | República de Cuba                  | 1999          | 11.242.621 hab.  | 110.860 km²          | L'Havana         |
| Equador   | República de l'Equador             | Fundador      | 14.306.876 hab.  | 283.561 km²          | Quito            |
| Mèxic     | Estats Units Mexicans              | Fundador      | 112.322.757 hab. | 1.972.550 km²        | Ciutat de Mèxic  |
| Paraguai  | República del Paraguai             | Fundador      | 7.030.917 hab.   | 406.752 km²          | Asunción         |
| Panamà    | República de Panamà                | 2011          | 3.405.813 hab.   | 78.200 km²           | Panamà           |
| Perú      | República del Perú                 | Fundador      | 29.885.340 hab.  | 1.285.215,6 km²      | Lima             |
| Uruguai   | República Oriental de l'Uruguai    | Fundador      | 3.424.595 hab.   | 176.215 km²          | Montevideo       |
| Veneçuela | República Bolivariana de Veneçuela | Fundador      | 30.102.382 hab.  | 916.445 km²          | Caracas          |
| Xile      | República de Xile                  | Fundador      | 17.094.275 hab.  | 756.096,3 km²        | Santiago de Xile |
|           | En procés d'integració             |               |                  |                      |                  |
| Nicaragua | República de Nicaragua             |               | 5.465.100 hab.   | 130.373 km²          | Managua          |